# ماسيميليانو سفورزا
ماسيميليانو سفورزا (بالإيطالية: Massimiliano Sforza)‏ (1493-1530) دوق ميلانو من عائلة سفورزا وابن لودوفيكو سفورزا. حكم في الفترة بين حكم لويس الثاني عشر ملك فرنسا (1500-1513) و فرانسوا الأول ملك فرنسا (1515). سجن لدى عودة الفرنسيين للمدينة عقب انتصارهم في معركة مارينيانو.